# William y sus Rockers
William y sus Rockers Grupo chileno de rock, considerados el primer grupo de rock de chile, aparecieron por 1957 en conciertos imitando a Elvis Presley y The Beatles. Por 1958 Peter Moschulski llamado Peter Rock conocido como el “Elvis chileno” cantaba canciones en inglés por las ciudades, imitando a Elvis Presley.